# Jens Kahl

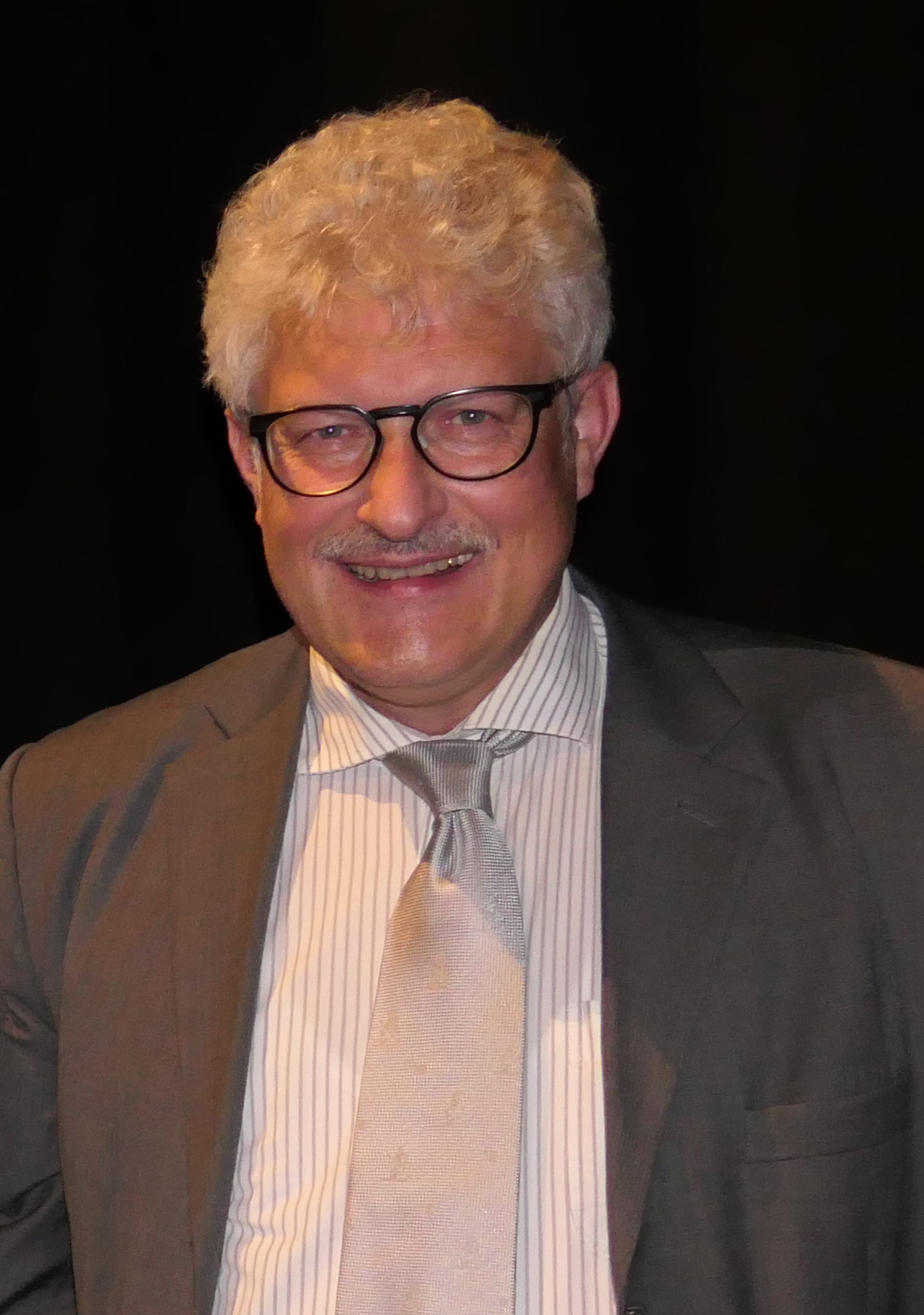
Jens Kahl 2021

Jens Kahl (* 11. November 1961 in Spremberg) ist ein deutscher Sportwissenschaftler und seit 2001 Sportdirektor des Deutschen Kanu-Verbands.

## Leben
Nach seinem Studium der Sportwissenschaften war Jens Kahl ab 1984 als wissenschaftlicher Mitarbeiter im Wissenschaftsbereich Wassersport der Deutschen Hochschule für Körperkultur (DHfK) in Leipzig tätig. Im Jahr 1990 schloss er dort seine Promotion zum Doktor der Erziehungswissenschaften (Dr. paed.) erfolgreich ab. In den Jahren 1990 bis 1993 war er Cheftrainer des Belgischen Kanu-Verbands und nahm in dieser Funktion an den Olympischen Spielen 1992 in Barcelona teil. Anschließend begleitete er die deutsche Kanu-Nationalmannschaft ab 1993 als wissenschaftlicher Mitarbeiter am Institut für Angewandte Trainingswissenschaft (IAT) in Leipzig. In dieser Funktion nahm er auch an den Olympischen Spielen 1996 in Atlanta teil. 2001 wechselte er in die Funktion des Sportdirektors beim Deutschen Kanu-Verband. An den Olympischen Spielen von 2000 in Sydney, den Olympischen Spielen 2004 in Athen, 2008 in Peking und 2012 in London nahm er als Teilmannschaftsleiter Team Kanu der deutschen Olympiamannschaften teil. Bei den Olympischen Spielen 2016 in Rio de Janeiro war er Chief Official (Hauptschiedsrichter) der Kanu-Rennsportwettbewerbe und maßgeblich an der Erstellung des Zeitplans dieser Wettbewerbe bei den Olympischen Spielen 2016 beteiligt.
Seit dem altersbedingten Ausscheiden des ehemaligen Chef-Bundestrainers Reiner Kießler im Jahre 2016 hat Jens Kahl zudem die Funktion des Chef-Bundestrainers inne. Zudem ist er seit 2001 Mitglied der Rennsportkommission des Internationalen Kanu-Verbands (International Canoe Federation, kurz ICF).
Während seiner Amtszeit als Sportdirektor errangen Sportler des Deutschen Kanu-Verbands 33 olympische Medaillen (15 Gold, 9 Silber, 9 Bronze). Während seiner Tätigkeit als Chef-Bundestrainer der deutschen Nationalmannschaft ging Deutschland bei den 44. Kanurennsport-Weltmeisterschaften (2018) als erfolgreichste Nation mit insgesamt 13 Medaillen (7 Gold, 4 Silber, 2 Bronze) hervor.